# Строїтель (Можайськ)
Строїтель (рос. Строитель) — селище сільського типу у Можайському районі Московської області Російської Федерації.

## Розташування
Селище Строїтель входить до складу міського поселення Можайськ, воно розташовано на схід від Можайська. Найближчі населені пункти Отяково, Рильково, Кожухово. Найближча залізнична станція Можайськ.

## Населення
Станом на 2006 рік у селищі проживало 2954 особи, а в 2010 — 3384 особи.